# Rippin Kittin
«Rippin Kittin» es una canción del dúo de productores de música electrónica Golden Boy y Miss Kittin, extraído de su álbum de estudio, titulado “Or”, del año 2001. Fue editado como sencillo el 26 de agosto de 2002.

## Antecedentes
Pitchfork Media colocó a la canción «Rippin Kittin» en el puesto #435 en la lista de las mejores 500 canciones de la década de 2000.

## Listado de canciones
| CD, maxisencillo |                                                        |          |  |
| N.º              | Título                                                 | Duración |  |
| 1.               | «Rippin Kittin» (Glove Radiomix)                       | 3:47     |  |
| 2.               | «Rippin Kittin» (Original)                             | 4:50     |  |
| 3.               | «Rippin Kittin» (Tobi Neumann's Glove Tension Dub)     | 7:41     |  |
| 4.               | «Rippin Kittin» (Golden Boy With Turner's Strings Mix) | 3:15     |  |
| 5.               | «Rippin Kittin» (Ellen Allien Mix)                     | 4:30     |  |
| 6.               | «Rippin Kittin» (Egoexpress Mix)                       | 6:12     |  |

| 2 × Vinyl, 12", Promo |                                                                    |          |  |
| N.º                   | Título                                                             | Duración |  |
| 1.                    | «Rippin Kittin» (Tobi Neumann's Glove Tension Dub)                 | 7:42     |  |
| 2.                    | «Rippin Kittin» (X-Press 2 Late Night Homicide Vocal)              | 7:34     |  |
| 3.                    | «Rippin Kittin» (FreaksFasterPussyCatDub)                          | 7:52     |  |
| 4.                    | «Rippin Kittin» (X-Press 2 Late Night Homicide Instrumental Remix) | 7:34     |  |

| CD sencillo, Promo |                                                              |          |  |
| N.º                | Título                                                       | Duración |  |
| 1.                 | «Rippin Kittin» (Glove Radio Edit)                           | 3:35     |  |
| 2.                 | «Rippin Kittin» (X-Press 2 Late Night Homicide Vocal (Edit)) | 7:34     |  |

## Posicionamiento en listas
| Lista (2002)                              | Mejor Posición |
| ----------------------------------------- | -------------- |
| Bélgica (Ultratip Chart (Flanders))       | 15             |
| Bélgica (Ultratip Chart (Wallonia))       | 18             |
| Bélgica (Belgian Dance Chart)             | 8              |
| Alemania (Media Control Charts)           | 95             |
| Reino Unido (The Official Charts Company) | 67             |
| Reino Unido (UK Dance Chart)              | 1              |
| Lista (2006)                              | Mejor Posición |
| España (PROMUSICAE)                       | 11             |

### Sucesión en listas
| Anterior: «Just the Way You Are» de Milky | UK Dance Chart — Sencillo n.º 1 7 de septiembre de 2002 — 14 de septiembre de 2002 | Siguiente: «Two Months Off» de Underworld |